# Limenitis pravitas
Limenitis pravitas är en fjärilsart som beskrevs av Hans Fruhstorfer 1915. Limenitis pravitas ingår i släktet Limenitis och familjen praktfjärilar. Inga underarter finns listade i Catalogue of Life.